# Estadio Municipal de Querétaro
Estadio Municipal de Querétaro ist ein Fußballstadion in der mexikanischen Stadt Querétaro, der Hauptstadt des gleichnamigen Bundesstaates. In den Spielzeiten 1980/81 und 1981/82 war es Spielort der Primera División, als der Club Atletas Campesinos in der ersten mexikanischen Liga vertreten war.

## Geschichte
Das Stadion wurde am 29. September 1939 eröffnet und diente im Laufe der Jahre einer Reihe von Mannschaften aus der Stadt Querétaro als Heimspielstätte. Neben dem bereits erwähnten Club Atletas Campesinos waren dies unter anderem der Club Deportivo Lobos, der Club Estudiantes, der Club Atletas Industriales sowie die Gallos Blancos de la UAQ und die Cobras Querétaro.
Atletas Campesinos bestritt in diesem Stadion seine Heimspiele der Spielzeiten 1980/81 und 1981/82 in der Primera División. Das Erstligadebüt am 21. September 1980 wurde 2:0 gegen Toros Neza gewonnen, das letzte Heimspiel in der ersten Liga am 9. Mai 1982 wurde 1:2 gegen Cruz Azul verloren.